# C/1907 L2 (Daniel)
 C/1907 L2 (Daniel) ist ein Komet, der im Jahr 1907 mit dem bloßen Auge gesehen werden konnte.

## Entdeckung und Beobachtung
Der Komet wurde am Morgen des 9. Juni 1907 von Zaccheus Daniel mit einem 6-Zoll-Teleskop an der Sternwarte in Princeton (New Jersey) entdeckt. Der Komet stand dabei am Osthimmel nur wenige Winkelgrad oberhalb des Planeten Saturn. Es war Daniels erste Kometenentdeckung, der 1909 noch zwei weitere folgen sollten.
Ab Mitte Juli konnte der Komet dann auch für zwei Monate mit bloßem Auge gesehen werden. Er hatte zu dieser Zeit eine Helligkeit von 4 mag und einen schmalen Schweif von etwa 5° Länge. Anfang August war die Helligkeit auf 3 mag angestiegen, der Schweif hatte eine Länge von 15° erreicht. Anfang September erreichte seine Helligkeit 2 mag und der Schweif war noch 5–6° lang. Der Komet konnte während der ganzen Zeit nur knapp über dem Horizont in der Morgendämmerung beobachtet werden. Nachdem der Komet am 3. Oktober von der Erde aus gesehen mit einer westlichen Elongation von knapp 16° seine größte Annäherung an die Sonne erreicht hatte und sich danach wieder von ihr entfernte, konnte er dann ab Anfang November erneut am Morgenhimmel beobachtet werden, allerdings wegen seiner geringen Helligkeit nur noch mit optischen Instrumenten.
Insgesamt erstreckten sich die Beobachtungen des Kometen über mehr als ein Jahr, die letzte Positionsbestimmung erfolgte am 30. Juni 1908.
Der Komet erreichte eine maximale Helligkeit von 2 mag.

## Wissenschaftliche Auswertung
Die Entwicklung der Astrophotographie um den Beginn des 20. Jahrhunderts ermöglichte es erstmals, die Strukturen des Plasmaschweifs von Kometen im Detail zu studieren. Wie bei einigen anderen Kometen konnten auch beim Kometen Daniel veränderliche Strukturen beobachtet werden. Edward Barnard konnte durch Vergleich seiner Aufnahmen des Kometen am Yerkes-Observatorium mit zeitversetzten Aufnahmen an anderen Observatorien auch Erkenntnisse über die dynamische Entwicklung des Staubschweifs gewinnen.
Das Licht des Kometen wurde intensiv spektroskopisch untersucht, u. a. von Hans Rosenberg in Göttingen. Die Spektrogramme zeigten kometentypische Emissionslinien, u. a. von C2 und CN. Am 10. August konnte Vesto Slipher am Lowell-Observatorium neben den Kohlenstofflinien und dem Kontinuum auch Natrium-D-Linien beobachten. Ihre Intensität war so stark, dass vermutet wurde, dass sie schon zwei oder drei Tage zuvor aufgetreten waren.
Mehrere Forscher, darunter Henri-Alexandre Deslandres und A. Bernard am Pariser Observatorium, gewannen ebenfalls im August erstmals deutliche Aufnahmen vom Spektrum des Kometenschweifs. Sie konnten darin drei bisher unbeobachtete Bänder im violetten und blauen Farbbereich feststellen, die auch John Evershed am Kodaikanal-Observatorium beobachtet hatte. Erst zwei Jahre später konnte Alfred Fowler diese Spektrallinien als Emissionen des einfach ionisierten Kohlenstoffmonoxids (CO+) identifizieren.
In einer Untersuchung von 1978 berechneten Brian Marsden, Zdenek Sekanina und Edgar Everhart Bahnelemente einer elliptischen Umlaufbahn für den Kometen. Außerdem bestimmten sie Werte für seine ursprüngliche und zukünftige Bahn. Demnach bewegte er sich lange vor seiner Passage des inneren Sonnensystems auf einer elliptischen Bahn mit einer Großen Halbachse von etwa 377 AE. Für seine zukünftige Bahn bestimmten sie eine Große Halbachse von etwa 301 AE.

## Umlaufbahn
Für den Kometen konnte aus 173 Beobachtungen über 344 Tage eine elliptische Umlaufbahn bestimmt werden, die um rund 9° gegen die Ekliptik geneigt ist. Die Bahn des Kometen liegt damit nur leicht schräg gestellt zu den Bahnebenen der Planeten. Im sonnennächsten Punkt der Bahn (Perihel), den der Komet am 4. September 1907 durchlaufen hat, befand er sich mit etwa 76,6 Mio. km Sonnenabstand im Bereich zwischen den Umlaufbahnen von Merkur und Venus.
Wenn die Bahn eines Kometen nur eine geringe Neigung zur Ekliptik besitzt, wie bei diesem, sind mehrere nahe Begegnungen mit den Planeten zu erwarten, die die Bahn des Kometen beeinflussen können. Der Komet näherte sich nicht nur einigen der kleinen Planeten bis auf geringe Abstände, sondern es erfolgten auch mehrere Annäherungen an die großen Planeten:
| Datum              | Planet  | Min. Abstand (in AE) |
| ------------------ | ------- | -------------------- |
| August 1902        | Uranus  | 6,6                  |
| Februar 1904       | Saturn  | 6,7                  |
| 21. Juli 1907      | Mars    | 1,11                 |
| 2. August 1907     | Erde    | 0,76                 |
| 15. August 1907    | Merkur  | 0,40                 |
| 24. September 1907 | Venus   | 0,57                 |
| 1. Oktober 1907    | Jupiter | 4,6                  |

Die Annäherung an die Erde entspricht einer Entfernung von etwa 113,3 Mio. km.
Nach den Bahnelementen der JPL Small-Body Database und ohne Berücksichtigung nicht-gravitativer Kräfte auf den Kometen hatte seine Bahn lange Zeit vor seiner Passage des inneren Sonnensystems eine Exzentrizität von etwa 0,9986 und eine Große Halbachse von etwa 370 AE, so dass seine Umlaufzeit bei etwa 7100 Jahren lag. Durch die Anziehungskraft der Planeten, insbesondere durch die relativ nahen Vorbeigänge an den großen Planeten, wurde seine Bahnexzentrizität auf etwa 0,9983 und seine Große Halbachse auf etwa 296 AE verringert, so dass sich seine Umlaufzeit auf etwa 5100 Jahre verkürzt.